# Knipövning

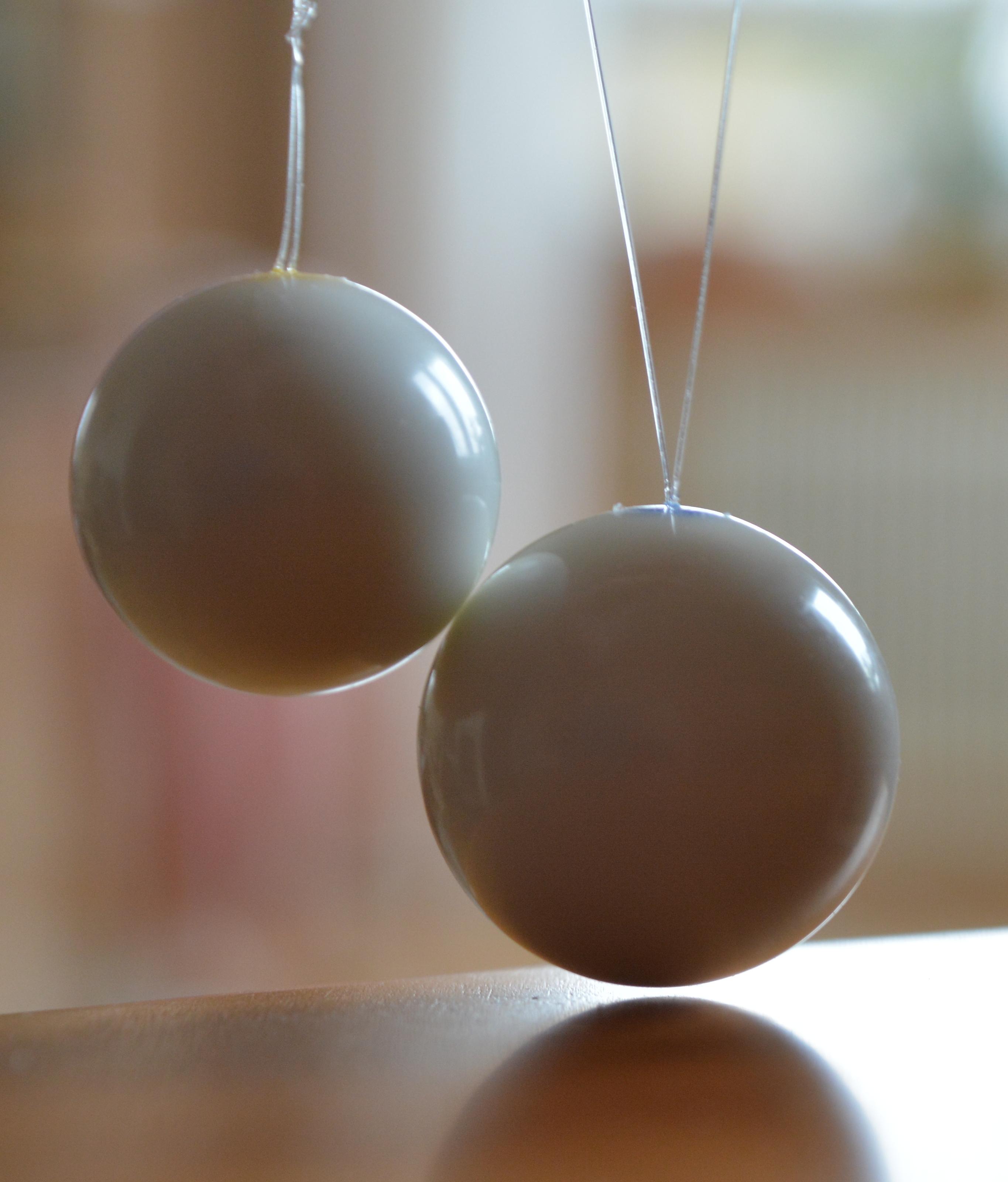
Knipkulor är träningsrepskap för knipövning

Knipövning, bäckenbottenträning, (eller Kegelträning efter Arnold Kegel) innebär att man växelvis spänner och slappnar av bäckenbottnens muskler. 
Bäckenbottenövningar kan användas för att motverka inkontinens. Graviditet kan göra att bäckenbottenmuskulaturen försvagas. Därför är det extra viktigt med knipövningar under och efter graviditet. Bäckenbottenövningar kan även förebygga att man får livmoderframfall senare i livet.